# Задушене відродження
Заду́шене відро́дження — термін для позначення духовно-культурного та літературно-мистецького явища в Україні, придушеного радянською владою у 60–80-х рр. XX ст.
На думку Леоніда Плюща, в Україні російська імперська влада знищила принаймні три хвилі українського відродження. Перше відродження XVII сторіччя «було розтоптане чобітьми Петра І». Друге («розстріляне») відродження спинили голодомор 1932—1933 і репресії 1930-х років. І третє задушили у 1960-х — 1980-х роках. Власне, термін «задушене відродження», імовірно, запропонував Іван Драч наприкінці 80-х рр. XX ст.

## Культурне відродження 1960-х років
У добу «хрущовської відлиги», яка супроводжувалась тимчасовим послабленням комуністично-більшовицького тоталітаризму, десталінізацією та лібералізацією, народився рух шістдесятництва, до якого на початку та в середині 1960-х увійшла плеяда молодих митців і літераторів. Вони виступили за розширення свободи творчості, на захист української культури, проти тотальної русифікації, але в ідеологічних межах тодішнього соціалістичного суспільства.
До культурного відродження 1960-х років відносять поезію Ліни Костенко, Василя Симоненка, Миколи Вінграновського, Івана Драча, Ігоря Калинця; публіцистику та літературну критику Івана Світличного, Євгена Сверстюка, Івана Дзюби, твори художників Алли Горської, Панаса Заливахи, Стефанії Шабатури та ін.
Шістдесятники «відновили суму соціально-психологічних якостей інтеліґенції: природну самоповагу, індивідуалізм, орієнтацію на загальнолюдські цінності, подолання провінційності, неприйняття несправедливості, повагу до етичних норм, до права й законності». Вони використовували офіційні структури для стихійного гуртування на літературних вечорах, у подорожах історичними місцями, у неофіційних клубах, як-от, Клубах творчої молоді в Києві та Львові, етноґрафічному музеї Івана Гончара, у фольклорних колективах «Жайворонок» Бориса Рябокляча та «Гомін» Леопольда Ященка, біля пам'ятників Т. Шевченку в Києві та в інших містах.

## Арешти української інтелігенції
У час згортання «відлиги» влада повела боротьбу із шістдесятництвом, оскільки таке середовище сприяло формуванню політичної опозиції, яка не допускалась у СРСР. В українському культурно-просвітницькому русі дедалі інтенсивніше поширювався самвидав, широко розповсюджувалися видання української діаспори.

### Перша хвиля арештів 1965р.

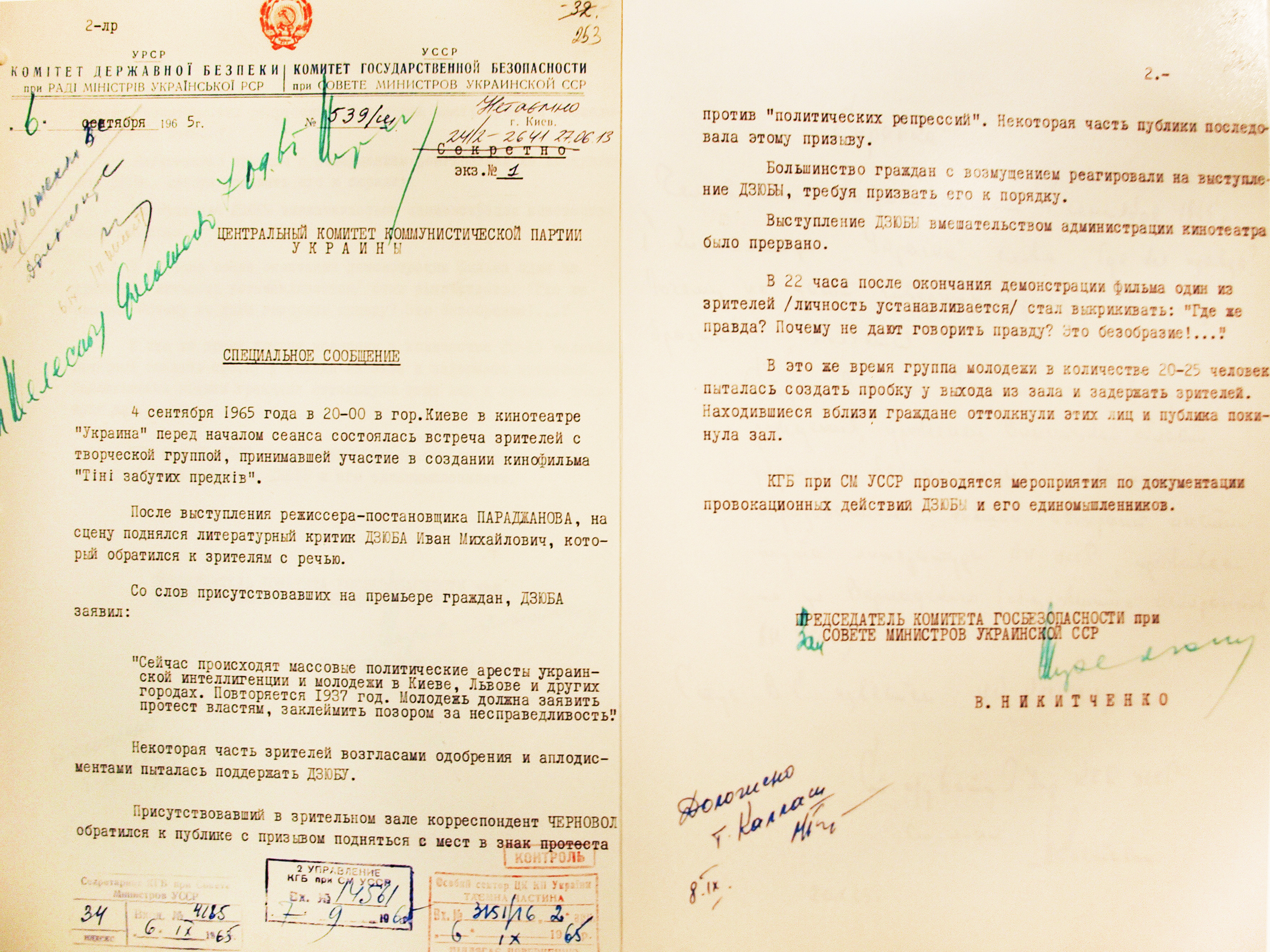
Спеціальне повідомлення КДБ УРСР про проведення політичної акції під час прем'єри фільму «Тіні забутих предків»

Наприкінці серпня — на початку вересня 1965 року органи держбезпеки УРСР за вказівкою з Москви провели низку арештів. КДБ заарештував понад 25 представників української інтелігенції:
- у Києві літературний критик Іван Світличний, театральний художник П. Моргун, інженери Олександр Мартиненко та І. Русин, лаборантка Ївга Кузнецова, студент Ярослав Геврич, науковець Микола Гринь;
- у Львові студент-заочник Іван Гель, психолог Михайло Горинь, мистецтвознавець Богдан Горинь, викладачі університету Михайло Осадчий та Михайло Косів, службовці С. Батурин та Ганна Садовська, архівіст Мирослава Зваричевська, модельєр Ярослава Менкуш;
- у Криму письменник і художник Михайло Масютко;
- у Тернополі музейний працівник Ігор Герета і викладач музики Мефодій Чубатий;
- у Луцьку викладачі педінституту Валентин Мороз та Дмитро Іващенко;
- в Івано-Франківську вчителі Михайло Озерний та В. Іванишин, художник Панас Заливаха;
- у Житомирі лінотипіст Анатолій Шевчук.
- в Одесі Святослав Караванський.

Затриманих звинувачували за ст. 62 ч. 1 КК УРСР («антирадянська агітація і пропаганда»). У січні 1966 року почалися судові процеси. Засудили 19 осіб, 15 з яких на закритих судових засіданнях.
Під час судових процесів підсудним кидали квіти, під судами скандували «Слава!» Активісти збирали підписи на захист заарештованих. 4 вересня 1965 року на прем'єрі фільму «Тіні забутих предків» С. Параджанова на їхній захист виступили Іван Дзюба зі сцени та аспірант-літературознавець Василь Стус і журналіст В'ячеслав Чорновіл у залі. Під протестним листом підписалося 140 присутніх.
Своєю чергою утисків зазнали активісти. Відраховували з навчальних закладів та аспірантури (Василь Стус), звільняли з роботи (Михайлина Коцюбинська, Ю. Бадзьо, С. Кириченко), знімали із захисту дисертацій (Є. Пронюк), забороняли друкуватися творчим людям. 1967 року В. Чорновіл підготував матеріали про заарештованих «Лихо з розуму (Портрети двадцяти „злочинців“)», завдяки яким за кордоном дізналися про боротьбу в Україні. Світове демократичне співтовариство відгукнулося на ті події протестами. Про дисидентів постійно готувало передачі радіо «Свобода».

### Друга хвиля арештів 1972—1973рр.

Фото Івана Дзюби, заарештованого КДБ під час операції «Блок». 12 січня 1972

Фото заарештованого В'ячеслава Чорновола, 1972

28 червня 1971 року ЦК КПРС ухвалив таємну постанову «Про заходи протидії нелегальному розповсюдженню антирадянських та інших політично шкідливих матеріалів», яку через місяць продублював ЦК КПУ. 30 грудня 1971 року Політбюро ЦК КПРС постановило розпочати всесоюзну кампанію проти самвидаву з метою зруйнувати інфраструктуру його виготовлення та розповсюдження.
1972 року в Україні сфальсифіковано «Справу Добоша». 12–14 січня 1972 року КГБ УРСР розпочав операцію «Блок». Протягом року заарештували близько ста осіб, провели тисячі обшуків, допитали десятки тисяч людей, вигнали з роботи або вишів найактивніших шістдесятників.
Іван та Надія Світличні, В'ячеслав Чорновіл, Євген Сверстюк, Іван Гель, Ірина та Ігор Калинці, Стефанія Шабатура, Михайло Осадчий, Василь Стус, Зіновій Антонюк, Євген Пронюк, Василь Лісовий, Олесь Сергієнко та ін. провідні діячі шістдесятництва отримали сім років ув'язнення в таборах суворого режиму та п'ять років заслання у Мордовію та Пермську область Росії, потім у Сибір. Микола Плахотнюк, Леонід Плющ, Борис Ковгар, Василь Рубан, які відмовилися давати покази, були відправлені до психлікарень. Зазнали переслідувань і поодинокі спроби протесту проти арештів (В. Лісовий, М. Лукаш).

## Наслідки
У задушливій атмосфері гонінь частина інтелігенції (Зіновія Франко, Микола Холодний, Леонід Селезненко, Іван Дзюба) змушена була каятися, інша погодилась співпрацювати з режимом і писати пасквілі на «українських буржуазних націоналістів» (Іван Драч, Дмитро Павличко). Окремі шістдесятники не витримували утисків і спивалися або накладали на себе руки (Григір Тютюнник). Частина пішла у «внутрішню еміґрацію» (Ліна Костенко, Михайлина Коцюбинська, Валерій Шевчук) або еміґрували до Росії (Лесь Танюк, Павло Мовчан).
Неймовірного ідеологічного тиску зазнало й образотворче мистецтво. Художники-шістдесятники творили переважно в андеґраунді, неоднорідному культурному середовищі, яке об'єднувало представників як найрадикальнішої форми мистецького спротиву тоталітаризмові, так і «неофіційного мистецтва», нонконформізму, новаторства. В Одесі сформувалося товариство художників-нонконформістів «Другий одеський авангард», найактивнішими учасниками якого були Олександр Ануфрієв, Валерій Басанець, Віктор Маринюк, Станіслав Сичов, Володимир Стрельников,  Валентин Хрущ, Людмила Ястреб та інші.
Поступки режимові давали митцям певні преференції. Деякі андеґраундні художники (Григорій Гавриленко, Валерій Ламах, Роман і Маргіт Сельські), які виставлялися раніше тільки в квартирах, клубах, бібліотеках, отримали офіційні замовлення. Карло Звіринський повністю заглибився у сакральне мистецтво. Окремим мистцям (Володимир Стрєльніков та інші представники авангардного нонконформизму) вдавалось емігрувати за кордон. Щоправда, не всі змогли реалізувати себе в нових умовах, як наприклад, ворошиловградський художник-«перебіжчик» Дмитро Пєрьков (1947—1978), який наклав на себе руки.

Валерій Ламах. Мозаїка «Симфонія праці» (Київ, просп. Берестейський, 21)

Після придушення українського відродження 1960-х років влада запровадила політику ліквідації мовної, культурної та історичної національної ідентичності в Україні. Поступово витіснялись україномовна система освіти, газети і часописи. Регулярно проводились політичні чистки.
Натомість дисиденти в умовах командно-адміністративної системи змінили методи і тактику своєї боротьби. Нерозгромлені групи розгорнули підпільну діяльність («Український національно-визвольний фронт», Росохацька група, Степан Хмара).